# Platyrhynque olivâtre
Rhynchocyclus olivaceus
Espèce
Répartition géographique
Statut de conservation UICN

 LC  : Préoccupation mineure
Le Platyrhynque olivâtre (Rhynchocyclus olivaceus), aussi appelé Bec-plat olivâtre et Tyranneau olivâtre, est une espèce de passereaux de la famille des Tyrannidae.

## Répartition
Selon la classification de référence du Congrès ornithologique international (version 15.1, 2025) il se répartit en trois sous-espèces :
- Rhynchocyclus olivaceus guianensis McConnell, 1911 — sud du Venezuela, Guyanes et nord de l'Amazonie brésilienne ;
- Rhynchocyclus olivaceus sordidus Todd, 1952 — au Brésil, au sud de l'Amazone (du rio Tapajós au nord du rio Maranhão) ;
- Rhynchocyclus olivaceus olivaceus (Temminck, 1820) — est du Pará et forêt atlantique.